# Tlogosari (Tiris)
Tlogosari is een bestuurslaag in het regentschap Probolinggo van de provincie Oost-Java, Indonesië. Tlogosari telt 3484 inwoners (volkstelling 2010).